# Сан-Томмазо-ин-Парионе (титулярная церковь)
Титулярная церковь Сан-Томмазо-ин-Парионе (лат. Titulus Sancti Thomae in Parione) — упразднённая титулярная церковь, которая была учреждена Папой Львом X 6 июля 1517 года, когда по случаю консистории от 1 июля 1517 года число кардиналов значительно увеличилось. Кардинальский титул из-за ветхости церкви был упразднён 18 декабря 1937 года Папой Пием XI апостольской конституцией «Quum S. Thomae in Parione». В тот же день титул был передан церкви Санта-Мария-ин-Валличелла. Титулярная церковь принадлежала национальной эритрейской Сан-Томмазо-ин-Парионе, расположенной в районе Рима Парионе, на виа ди Парионе.

## Список кардиналов-дьяконов и кардиналов-священников титулярной церкви Сан-Томмазо-ин-Парионе
- Лоренцо Кампеджо — (24 января 1518 — 27 ноября 1519, назначен кардиналом-священником Сант-Анастазия);
  - вакансия (1519 — 1529);
- Джироламо Дориа — титулярная диакония pro illa vice (15 ноября 1529 — 29 мая 1555, назначен кардиналом-дьяконом Санта-Мария-ин-Портико-Октавия);
- Луи I Лотарингский — титулярная диакония pro illa vice (17 июля 1555 — 24 марта 1568, 24 марта 1568 — 29 марта 1578, до смерти);
  - вакансия (1578 — 1587);
- Джироламо Бернерио, O.P. — (14 января 1587 — 8 ноября 1589, назначен кардиналом-священником Санта-Мария-сопра-Минерва);
  - вакансия (1589 — 1597);
- Франческо Мантика — (24 января 1597 — 17 июня 1602, назначен кардиналом-священником Санта-Мария-дель-Пополо);
- Инноченцо дель Буфало-Канчелльери — (10 декабря 1604 — 1 июня 1605, назначен кардиналом-священником Сан-Марчелло);
- Карло Гауденцио Мадруццо — (20 июня 1605 — 1616, назначен кардиналом-священником pro hac vice Сан-Чезарео-ин-Палатио);
- Пьетро Кампори — (17 октября 1616 — 4 февраля 1643, до смерти);
  - вакансия (1643 — 1660);
- Грегорио Барбариго — (21 июня 1660 — 13 сентября 1677, назначен кардиналом-священником Сан-Марко);
  - вакансия (1677 — 1690);
- Бандино Панчатики — (10 апреля 1690 — 8 августа 1691, назначен кардиналом-священником Сан-Панкрацио);
  - вакансия (1691 — 1716);
- Иннико Караччоло младший — (30 марта 1716 — 6 сентября 1730, до смерти);
- Джузеппе Фиррао иль Веккьо — (19 ноября 1731 — 29 августа 1740, назначен кардиналом-священником Санта-Кроче-ин-Джерусалемме);
  - вакансия (1740 — 1746);
- Джованни Баттиста Барни — (19 декабря 1746 — 24 января 1754, до смерти);
- Поль д’Альбер де Люин — (2 августа 1758 — 21 января 1788, до смерти);
  - вакансия (1788 — 1801);
- Джулио Габриэлли младший — (20 июля 1801 — 17 декабря 1819, назначен кардиналом-священником Сан-Лоренцо-ин-Лучина);
  - вакансия (1819 — 1831);
- Педро де Ингуансо-и-Риверо — (28 февраля 1831 — 30 января 1836, до смерти);
  - вакансия (1836 — 1863);
- Жан-Батист-Франсуа Питра, O.S.B. — (19 марта 1863 — 22 февраля 1867, назначен кардиналом-священником Сан-Каллисто);
  - вакансия (1867 — 1877);
- Франсиско де Паула Бенавидес-и-Наваррете — (25 июня 1877 — 28 февраля 1879, назначен кардиналом-священником Сан-Пьетро-ин-Монторио);
  - вакансия (1879 — 1887);
- Гаэтано Алоизи Мазелла — (17 марта 1887 — 16 января 1893, назначен кардиналом-священником Санта-Прасседе);
- Джузеппе Гуарино — (19 января 1893 — 22 сентября 1897, до смерти);
  - вакансия (1897 — 1903);
- Иоганн Баптист Качталер — (12 ноября 1903 — 27 февраля 1914, до смерти).
  - вакансия (1914 — 1937).

Титулярная церковь упразднена в 1937 году Папой Пием XI.